# Ideopsis eudora
Ideopsis eudora är en fjärilsart som beskrevs av Gray 1846. Ideopsis eudora ingår i släktet Ideopsis och familjen praktfjärilar. Inga underarter finns listade i Catalogue of Life.